# Alexandru Neacșa
Sergiu Alexandru Neacșa (sinh ngày 3 tháng 9 năm 1991) là một cầu thủ bóng đá người România thi đấu ở vị trí tiền vệ cho Luceafărul Oradea.